# Izakaja

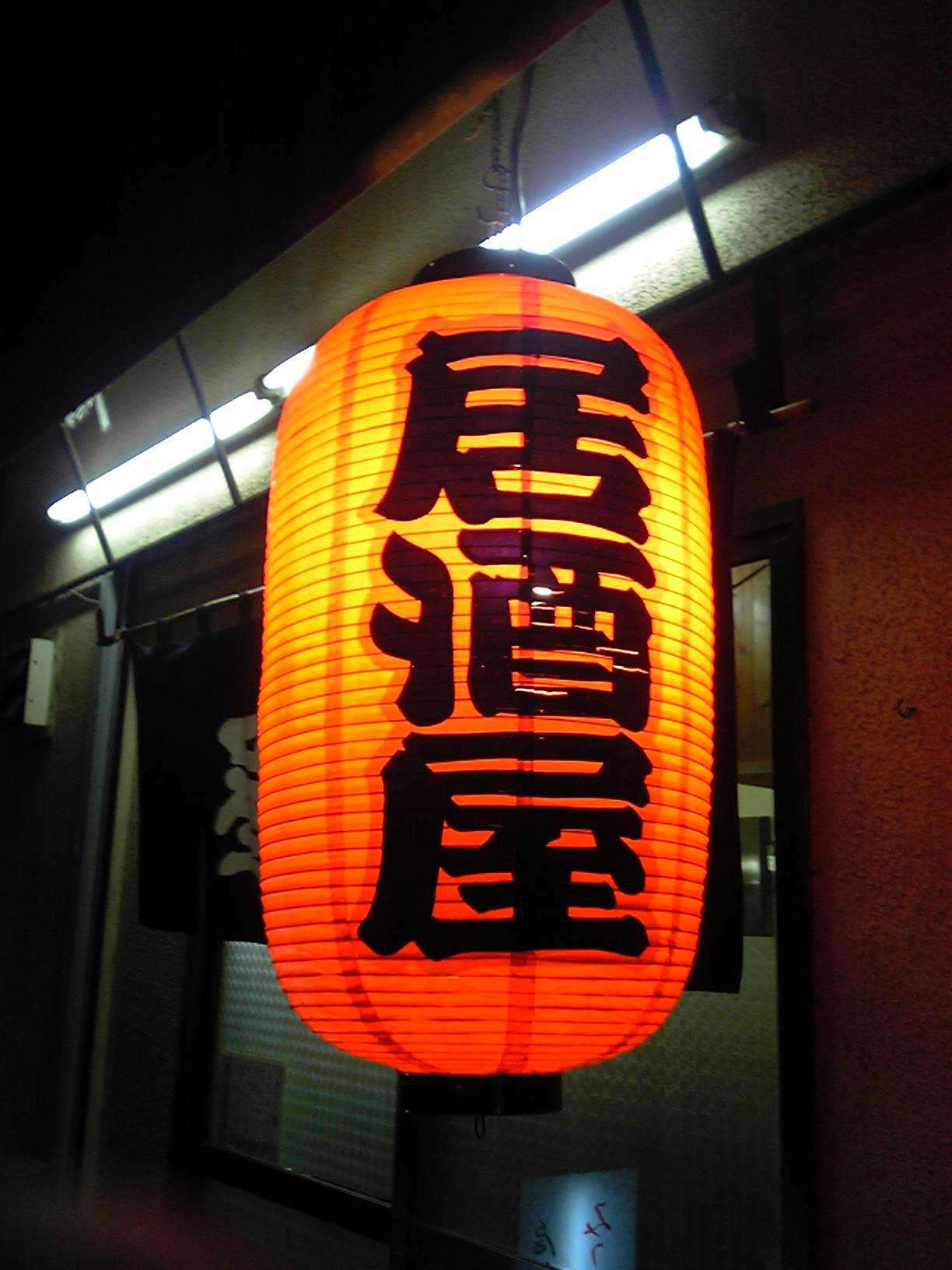
Typická lucerna před vstupem do Izakaji

Izakaja (japonskými znaky 居酒屋) je tradiční japonská hospůdka, kde je možno pojíst i popít. V Japonsku jsou velmi populární pro večerní posezení s kolegy z práce či přáteli.

## Název
Slovo „izakaja“ je složenina slov „i“ (pobýt) a „sakaja“ sake, což naznačuje místo původu – obchody se sake, které umožňovaly zákazníkům i posedět a popít v obchodě.
Izakaja se někdy nazývá „akačóčin, (赤提灯)“ (červená lucerna) v hovorové konverzaci, protože tyto červené lampionky bývaly umístěny před izakajou.

## Večeře v izakaja
Záleží na typu izakaja a jejím vybavení. Je možno sedět na tatami u nízkých stolů v tradičním japonském stylu nebo sedět na židlích u běžných stolů. Mnoho izakaja je vybaveno oběma variantami vč. posezení u barového pultu.

### Alkoholické nápoje
- Sake (nihonšu)
- Pivo (bíru)
- Šóčú (焼酎)
- Koktejly
  - Sour mix (sawá)
  - Čuhaj
- Víno
- Whisky

### Pokrmy
Pokrmy v izakaja jsou většinou objemově menší a upravené k společné konzumaci všech spolusedících.
- Kušijaki – kousky kuřecího masa či zeleniny opečené na špejlích
- Sašimi – plátky syrové ryby
- Karaage – obalené opečené kousky kuřecího masa
- Edamame – vařené slané sójové lusky
- Tofu
- Hijajakko – vychlazené tofu s dochucovadlem
- Agedaši tófu – opečené tofu ve vývaru
- Cukemono – nakládaná zelenina